# Dontas (Bildhauer)
Dontas (altgriechisch Δοντάς) war ein antiker griechischer Bildhauer der 1. Hälfte des 6. Jahrhunderts v. Chr. aus Sparta.
Er ist einzig aus seiner Erwähnung bei Pausanias bekannt (6, 19, 14). Danach war er ein Schüler von Dipoinos und Skyllis und schuf für das Schatzhaus der Megarer in Olympia Weihegeschenke aus Zedernholz mit Goldeinlagen.
Seit Heinrich Brunn wird Dontas häufig als Korruptele des Namens des Bildhauers Medon gesehen und die beiden als identisch angenommen, diese Frage ist jedoch nicht sicher zu klären.